# 이스트댄포스
이스트댄포스(영어: East Danforth) 또는 댄포스빌리지 (Danforth Village)는 캐나다 온타리오주 토론토 동부에 있는 동네로, 토론토 구도시의 댄포스 애비뉴 동쪽에 위치해있었던 관계로 동쪽 끝에 있는 동네로 일컫는다. 그릭타운 동쪽에 있는 그린우드 애비뉴에서 스카버러와 경계를 두는 빅토리아파크 애비뉴까지 이어진다. 이 지역에는 댄포스빌리지와 댄포스모자이크 (Danforth Mosaic) 등 두 개의 사업개선구역이 있으며, 동네 북쪽에는 이스트요크의 구도심이였던 올드이스트요크가 있으며, 이전에는 별도의 지자체였으나 오늘날 두 지역은 밀접하게 연결되어있다. 동네 남쪽으로는 CN 철길이 있으며, 그 밑으로는 레슬리빌과 어퍼비치스가 있다.